# Otto von Lossow
Otto Hermann von Lossow (Hof (Beieren), 15 januari 1868 - München, 25 november 1938) was een Duits Generalleutnant.

## Biografie
In 1886 nam hij dienst bij het Koninklijk Beiers Infanterieregiment van het Beiers leger en studeerde hij aan de militaire academie van München. In 1900 sloeg hij mee de Bokseropstand neer. Vanaf 1911 was hij militair instructeur in Turkije. Hij vocht in de Balkanoorlogen. Hij vocht op 31 oktober 1912 in de Slag bij Lüleburgaz als bevelhebber van een Turkse infanteriedivisie. Hij hergroepeerde het zich terugtrekkende Ottomaans leger te Çatalca, 25 km ten westen van de hoofdstad Constantinopel, en versloeg alsnog het Bulgaarse leger.

### Eerste Wereldoorlog
In de Eerste Wereldoorlog was hij chef van de generale staf van het 1e koninklijk Beiers reservekorps aan het westfront. Daarna werd hij militair attaché in het Ottomaans Rijk. Hij protesteerde zonder succes tegen de Armeense genocide:
"Eine neue Form des Massenmordes, d.h. die ganze armenische Nation durch völlige Abschließung verhungern zu lassen."
"Een nieuwe vorm van massamoord, d.w.z. de hele Armeense natie laten verhongeren door volledige afsluiting."
In mei 1918 was hij betrokken bij de Transkaukasische en Ottomaanse vredesonderhandelingen in Batoemi. Hij was de schakel in de Duitse stimulans voor de Georgische onafhankelijkheid en sloot namens het Duitse Rijk het verdrag van Poti dat van Georgië een Duits protectoraat maakte.

### Weimarrepubliek
In 1919 werd hij commandant van de centrale infanterieschool van de Reichswehr te München. In 1921 werd hij commandant van de 7e Beierse Divisie van de Reichswehr. Otto von Lossow kreeg bevel om het tijdschrift van de NSDAP, de Völkischer Beobachter te verbieden. Hij weigerde om het bevel uit te voeren en Rijkspresident Friedrich Ebert ontsloeg hem op 26 september 1923. De Beierse regering nam daarop heel de 7e Beierse Divisie over. Samen met Gustav von Kahr en Hans von Seißer werd von Lossow in de avond van 8 november 1923 in de Bürgerbräukeller door Hitler gegijzeld. General von Lossow had die mogelijkheid voorzien en onder gesloten omslag bevolen, dat het garnizoen alleen bevelen van generaal Jakob von Danner mocht gehoorzamen.
Otto von Lossow ging in 1924 met pensioen. Hij trok weer naar Turkije en kwam nadien terug naar München.

## Militaire loopbaan
- Fähnrich: 1886[2]
- Sekonde-Lieutenant: 9 maart 1888[3]
- Premier-Lieutenant: 20 juni 1896[3]
- Hauptmann: 28 oktober 1902[3]
- Major: 1908[4]-7 maart 1909[3]
- Oberstleutnant: 1 oktober 1913[3]
- Oberst: 30 november 1914[3]
- Generalmajor: 19 april 1916[3]
- Generalleutnant: 28 september 1921[2]

## Decoraties
- Ridder der Tweede Klasse in de Militaire Verdienste met Zwaarden
- Orde van de Rode Adelaar, 2e Klasse met Kroon en Zwaarden
- Kruis voor Militaire Verdienste, 2e Klasse met Oorlogsdecoratie
- Liyakat Medaille
- Orde van Osmanie
- Orde van Mejidië
- IJzeren Halve Maan
- IJzeren Kruis 1914, 2e Klasse